# Escala de Depresión de Zung
La Escala de Depresión de Zung (ZDS) fue creada por William W. K. Zung en el año 1965, siendo posiblemente una de los primeras escalas de depresión en validarse en España. 
Se centra en los síntomas somáticos y los cognitivos. También permite identificar síntomas de depresión, pero no la intensidad de estos.
Algunos autores dicen que, en cierto modo, deriva de la escala de Depresión de Hamilton, ya que también enfoca su atención al factor somático-conductual del trastorno depresivo. 

## Características
La escala cuenta con 20 enunciados relacionados con la depresión. Estos enunciados están divididos en dos partes: la mitad formuladas en negativo, y la otra mitad en positivo.
Cada enunciado esta puntuado en una escala del 1-4, la cual se corresponde de la siguiente manera: 1-muy pocas veces, 2-algunas veces, 3-muchas veces y 4-casi siempre.
El rango de los resultados puede oscilar en una puntuación entre 20-80 puntos. Y los resultados pueden indicar los siguiente:
- Menor o igual a 28 puntos (ausencia de depresión)
- Entre 28-41 puntos (depresión leve)
- Entre 42-53 puntos (depresión moderada)
- Mayor o igual a 53 (depresión grave)

Esta escala tiene el objetivo de medir de manera cuantitativa la depresión. La escala es útil al emplearse en cualquier tipo de pacientes que muestren síntomas físicos sin ninguna base, ya que puede medir las “depresiones ocultas”, ahorrando tiempo en clínicas y en entrevistas. 
El test puede realizarse de manera sencilla y rápida, lo que permite calificar al paciente de forma inmediata.
| Formulaciones en negativo                                    |
| ------------------------------------------------------------ |
| 1. Me siento triste y deprimido.                             |
| 2. Por las mañanas me siento mejor que por las tardes.       |
| 3. Frecuentemente tengo ganas de llorar y a veces lloro.     |
| 4. Me cuesta mucho dormir o duermo mal por las noches.       |
| 5. Ahora tengo tanto apetito como antes.                     |
| 6. Todavía me siento atraído por el sexo opuesto.            |
| 7. Creo que estoy adelgazando.                               |
| 8. Estoy estreñido.                                          |
| 9. Tengo palpitaciones.                                      |
| 10. Me canso por cualquier cosa.                             |
| Formulaciones en positivo                                    |
| 11. Mi cabeza está tan despejada como antes.                 |
| 12. Hago las cosas con la misma facilidad que antes.         |
| 13. Me siento agitado e intranquilo y no puedo estar quieto. |
| 14. Tengo esperanza y confío en el futuro.                   |
| 15. Me siento más irritable que habitualmente.               |
| 16. Encuentro fácil tomar decisiones.                        |
| 17. Me creo útil y necesario para la gente.                  |
| 18. Encuentro agradable vivir, mi vida es plena.             |
| 19. Creo que sería mejor para los demás si me muriera.       |
| 20. Me gustan las mismas cosas que solían agradarme.         |

## Población posible a evaluar
Se puede emplear para la población en general, aunque preferiblemente a la adolescente/adulta, ya que en población anciana disminuye su validez.